# 정왕대로
정왕대로(Jeong-wang daero)는 경기도 시흥시 정왕동 신길고가삼거리에서 시흥시 정왕동 옥구고가교를 잇는 도로이다

## 주요 경유지
경기도
- 시흥시 (정왕동)

## 노선
| 이름                    | 접속 노선                | 소재지        | 소재지        | 비고          |
| 능길로와 직결           | 능길로와 직결            | 능길로와 직결 | 능길로와 직결 | 능길로와 직결 |
| ----------------------- | ------------------------ | ------------- | ------------- | ------------- |
| 신길고가삼거리          | 중앙대로                 | 시흥시        | 정왕동        |               |
| 시흥2교                 |                          | 시흥시        | 정왕동        |               |
| 수자원공사앞 교차로     | 번영로 역전로            | 시흥시        | 정왕동        |               |
| 정왕1교                 |                          | 시흥시        | 정왕동        |               |
| 정왕1교사거리           | 정왕천로                 | 시흥시        | 정왕동        |               |
| 이마트사거리            | 마유로                   | 시흥시        | 정왕동        |               |
| 군자1교                 |                          | 시흥시        | 정왕동        |               |
| 시화병원사거리          | 옥구천동로               | 시흥시        | 정왕동        |               |
| 옥구1교                 |                          | 시흥시        | 정왕동        |               |
| (이름없음) (옥구고가교) | 국도 제77호선 (서해안로) | 시흥시        | 정왕동        |               |
| 배곧1로와 직결          |                          |               |               |               |

## 주요 시설및 건물
- 농협 시흥옥구지점 (정왕대로 64/정왕동 1861-2)
- 새마을금고 시흥제일 새마을금고 시화지점 (정왕대로 64/정왕동 1861-2)
- KB국민은행 정왕동지점 (정왕대로 78/정왕동 1861-8)
- 세븐일레븐 시화병원점 (정왕대로 78/정왕동 1861-8)
- 정왕2동 행정복지센터 (정왕대로 122/정왕동 1849-1)
- CU 시화샴푸점 (정왕대로 178/정왕동 1726-2)
- 하나은행 시화지점 (정왕대로 184/정왕동 1726-4)
- 국민연금공단 시흥지사 (정왕대로 188/정왕동 1726-5)
- KDB산업은행시화지점(정왕대로 188/정왕동 1726-5)